# Alergijski rinitis
Alergijski rinitis je vnetje nosne sluznice zaradi preobčutljivosti na alergene v zraku. Kadar nastane zaradi  preobčutljivosti za cvetni prah, predvsem trav, ga imenujemo tudi seneni nahod ali sezonski alergijski rinitis. Znaki in simptomi, ki jih povzroča alergijski rinitis, so nahod, kihanje, pordele, srbeče in solzne oči ter zatekanje okoli oči. Izcedek iz nosu je praviloma bister. Simptomi se pogosto pojavijo že v nekaj minutah po izpostavljenosti alergenu ter lahko motijo spanje, zmožnost za delo in pri otrocih zbranost pri pouku. Pri bolnikih, ki so preobčutljivi na cvetni prah, se rinitis pojavlja v značilnih delih leta. Mnogi bolniki z alergijskim rinitisom bolehajo tudi za astmo, alergijskim konjunktivitisom ali atopičnim dermatitisom.
Alergijski rinitis povzročajo okolijski alergeni, kot so cvetni prah, živalska dlaka, prah ali plesen. K razvoju alergij doprinesejo tako prirojena nagnjenost kot okolijski dejavniki. Odraščanje na kmetiji ali z več sorojenci zmanjšuje tveganje za pojav alergijskega rinitisa kasneje v življenju. Mehanizem nastanka alergijskega rinitisa vključuje aktivacijo protiteles IgE, ki se vežejo na alergene in sprožijo sproščanje vnetnih snovi, kot je histamin iz celic pitank. Diagnoza običajno temelji na anamnezi, v kombinaciji s kožnim vbodnim testom ali krvnimi testi na določena alergensko specifična protitelesa IgE. Vendar pa omenjeni testi lahko pokažejo lažno pozitivni rezultat. Simptomi so podobni kot pri običajnem prehladu, vendar praviloma trajajo dlje kot dva tedna in jih ne spremlja vročina.
Izpostavljenost živalim v otroštvu lahko zmanjša tveganje za pojav preobčutljivosti na njihove alergene kasneje v življenju. Za lajšanje simptomov so na voljo številna zdravila, vključno z nosnimi steroidi, antihistaminiki (npr. difenhidramin), zaviralci levkotrienskih receptorjev  (npr. montelukast). Pri številnih bolnikih zdravila ne zadoščajo ali pa jih zaradi neželenih učinkov ne prenašajo dobro. Na voljo je tudi t. i. imunoterapija alergije, pri čemer bolnika izpostavljajo čedalje večjim količinam alergena in ki je pri številnih bolnikih učinkovita. Bolniku alergen aplicirajo bodisi v obliki podkožne injekcije ali pa podjezične tablete. Taka terapija ima običajno učinek okoli tri do pet let.
Alergijski rinitis je vrsta alergije, ki prizadeva največje število ljudi. V zahodnem svetu je njegova pogostnost v 10–30-%. Najpogosteje prizadene odrasle med 20. in 40. letom starosti.

## Diagnosticiranje
Za diagnozo alergijskega rinitisa morata biti pri bolniku prisotna vsaj dva od treh simptomov:
- izcedek iz nosu,
- zamašenost nosu,
- kihanje ali srbež nosu.

Alergolog lahko za postavitev diagnoze uporabi tudi kožni vbodni test. Krvni testi na specifična protitelesa IgE v serumu so slabše občutljiv dokaz bolezni.

## Zdravljenje
Zdravljenje se običajno začne s prekinitvijo stika z alergenom, če je to seveda mogoče. Sledi zdravljenje z zdravili, v odvisnosti od intenzivnosti obolenja. Blage do zmerne oblike alergijskega rinitisa zdravimo z zaviralci histaminskih H1 receptorjev, dodajamo lahko lokalne ali sistemske dekongestive. Ob slabi odzivnosti na terapijo lahko dodajamo zaviralce levkotrienskih receptorjev ali nosne kortikosteroide, izjemoma tudi sistemske kortikosteroide.
Ob neuspehu zdravljenja z zdravili se lahko uporabi tudi kirurško zdravljenje, če so prisotne anatomske nepravilnosti oziroma za odstranitev hiperplastične sluznice. S tem se poveča dostop lokalnih zdravil do sluznice.